# Monte Rotondo (Borgorose)
Monte Rotondo  è un rilievo dell'Appennino centrale abruzzese che si trova tra il Lazio e l'Abruzzo, tra la provincia di Rieti e la provincia dell'Aquila, tra il comune di Borgorose e quello di Lucoli.